# Előd
Az Előd régi magyar személynév, valószínűleg az elő szónak a -d kicsinyítóképzős származéka. Ennek a szónak a jelentése: első, elöl lévő, illetve első rész, kezdet. A név jelentése eszerint lehet elsőszülött. Az előd szó mai értelme alapján szokták a nevet ősként értelmezni.

## Gyakorisága
Az 1990-es években igen ritka név, a 2000-es években nem szerepel a 100 leggyakoribb férfinév között.

## Névnapok
- június 9.[2]
- július 1.[2]
- október 22.[2]
- december 26.[2]

## Híres Elődök
- Both Előd űrkutató, a Magyar Űrkutatási Iroda igazgatója
- Előd – egy a hét vezér közül
- Császár Előd – énekes, DJ (Shane54)
- Halász Előd – nyelvész, német-magyar szótár szerzője
- Juhász Előd – televíziós műsorvezető
- Kincses Előd – jogász, jogi szakíró, közíró
- Novák Előd - Politikus, Jobbik országgyűlési képviselője (2010-2016), a Mi Hazánk Mozgalom egyik alapítója, alelnöke
- Tóásó Előd – Rózsa-Flores Eduardo ismerőse